# Volkenschwand
Volkenschwand település Németországban, azon belül Bajorországban. Lakosainak száma 1802 fő (2023. december 31.). Volkenschwand Pfeffenhausen és Attenhofen községekkel határos.

## Népesség
A település népessége az elmúlt években az alábbi módon változott:
| Lakosok száma | 279  | 833  | 617  | 1384 | 1707 | 1677 | 1715 | 1723 | 1792 | 1802 |
|               | 1875 | 1950 | 1975 | 1987 | 2012 | 2014 | 2016 | 2017 | 2021 | 2023 |